# Zuivelfabriek Eemlandia
Eemlandia is een voormalige zuivelfabriek aan de Veenestraat, op de hoek van de St. Nicolaasweg in Bunschoten. De fabriek is gebouwd naar een ontwerp van architect S.F. Hoekstra uit Akkrum in 1918. De directeurswoning staat aan de Veenestraat 44.
In 1901 begon in Bunschoten de industrialisatie met de bouw van NV Stoomzuivelfabriek De Kleine Pol aan de Oostsingel. Een aantal melkleveranciers begon uit onvrede over de winstdeling een eigen coöperatie. Deze nieuwe 'Bunschoter Coöperatieve Verkoopvereniging van Melk en Zuivelprodukten Eemlandia' trachtte vergeefs De Kleine Pol over te nemen. De leden van de coöperatie besloten daarop zelf een zuivelfabriek te laten bouwen aan de Veenestraat.
In de fabriek werd vooral boter en poedermelk gemaakt. Voor de vergroting van de productie van caseïne uit de ondermelk werd de fabriek in 1938 aan de noordzijde uitgebreid. Na de oorlog werd in de caseïnefabriek kaas geproduceerd. In 1958 vond een fusie plaats met de Coöperatie Melk Centrale (CMC). In 1963 werd de fabriek gesloten. De vrijstaande schoorsteen is gesloopt. Sinds 1967 is het pand verhuurd aan diverse kleine ondernemingen.
Sinds begin 2022 is het gebouw volledig gerestaureerd. Nu vestigt het één bedrijf en kleine appartementen.

## Omschrijving
Het fabrieksgebouw uit 1918 is in baksteen opgetrokken en heeft één bouwlaag en kent een aantal jugendstil-details. Op de nok van het dak van de Veenestraat staan houten ventilatiekokers.
Links van de entree is een herdenkingssteen ingemetseld. Het hogere deel van het gebouw van vier lagen aan de noordwestzijde stamt uit 1938. Tegen de zuidgevel is een laadperron. Op de topgevel is een gevelsteen geplaatst met de tekst `19-Eemlandia-18'. De machines in de fabriek werden in de oprichtingstijd aangedreven met stoomkracht. De schoorsteen van de fabriek was daarmee een beeldbepalend element in Bunschoten. De schoorsteenpijp werd na de sluiting van Eemlandia in 1963 afgebroken. In 2006 werd de pijp echter tot een totale hoogte van 28 meter opnieuw opgetrokken om daarmee het beeldbepalende element van het rijksmonument terug te krijgen.